# Hdparm
hdparm es una utilidad de línea de comandos de los sistemas operativos GNU/Linux y Windows para ver y ajustar los parámetros del hardware de los discos IDE y SATA (aunque estos últimos cuentan también con una utilidad específica llamada sdparm). La utilidad puede ajustar parámetros como el caché de disco, el modo de descanso, el control de energía, la gestión acústica y los ajustes DMA. Suele venir instalado por defecto en la mayoría de distribuciones GNU/Linux.
Cambiar los parámetros de los valores conservativos por defecto a los ajustes óptimos puede aumentar el rendimiento sustancialmente. Por ejemplo, activar el modo DMA puede hacer que en ocasiones se doble o se triplique la velocidad de transferencia de datos. No hay un método confiable para determinar los ajustes óptimos para la combinación de una controladora determinada, excepto el método de prueba y error; además, todavía no hay una base de datos central que recolecte y comparta la experiencia de los usuarios de hdparm.
hdparm tiene un serio inconveniente: puede bloquear el sistema y hacer los datos del disco duro inaccesibles si se usan inadecuadamente ciertos parámetros. De unos cuarenta parámetros disponibles, siete son potencialmente peligrosos y pueden ocasionar una corrupción masiva del sistema de ficheros.